# Kasimir Fajans
Kazimierz Fajans (anglicizat Kasimir Fajans; n. 27 mai 1887, Varșovia – d. 18 mai 1975, Ann Arbor, Michigan) a fost un chimist-fizician evreu-american de origine poloneză, pionier al științei radioactivității și descoperitorul elementului chimic protactiniu.